# Brusné
Brusné (německy Brausnitz) je obec v okrese Kroměříž ve Zlínském kraji. Žije zde 383 obyvatel.

## Název
Název ji dala patrně lidská činnost – výroba kamenných brusů a brousků.

## Historie
První písemná zmínka o obci pochází z roku 1358.

## Obyvatelstvo

### Struktura
Vývoj počtu obyvatel za celou obec i za jeho jednotlivé části uvádí tabulka níže, ve které se zobrazuje i příslušnost jednotlivých částí k obci či následné odtržení.
| Místní části   | Místní části | 1869 | 1880 | 1890 | 1900 | 1910 | 1921 | 1930 | 1950 | 1961 | 1970 | 1980 | 1991 | 2001 | 2011 | 2021 |
| -------------- | ------------ | ---- | ---- | ---- | ---- | ---- | ---- | ---- | ---- | ---- | ---- | ---- | ---- | ---- | ---- | ---- |
| Počet obyvatel | část Brusné  | 285  | 296  | 354  | 386  | 359  | 355  | 388  | 411  | 449  | 385  | 410  | 377  | 363  | 357  | 330  |
| Počet domů     | část Brusné  | 43   | 49   | 53   | 56   | 58   | 62   | 69   | 101  | 100  | 103  | 108  | 121  | 126  | 131  | 140  |

## Obecní správa

### Obecní symboly
Znak a vlajka byly obci uděleny rozhodnutím předsedy Poslanecké sněmovny Parlamentu České republiky dne 4. června 1998.

## Okolní vesnice
Hlinsko pod Hostýnem, Chomýž, Rusava, Slavkov pod Hostýnem, Bílavsko, Jankovice.

## Pamětihodnosti
- Zřícenina hradu Křídlo
- Kaple

## Galerie

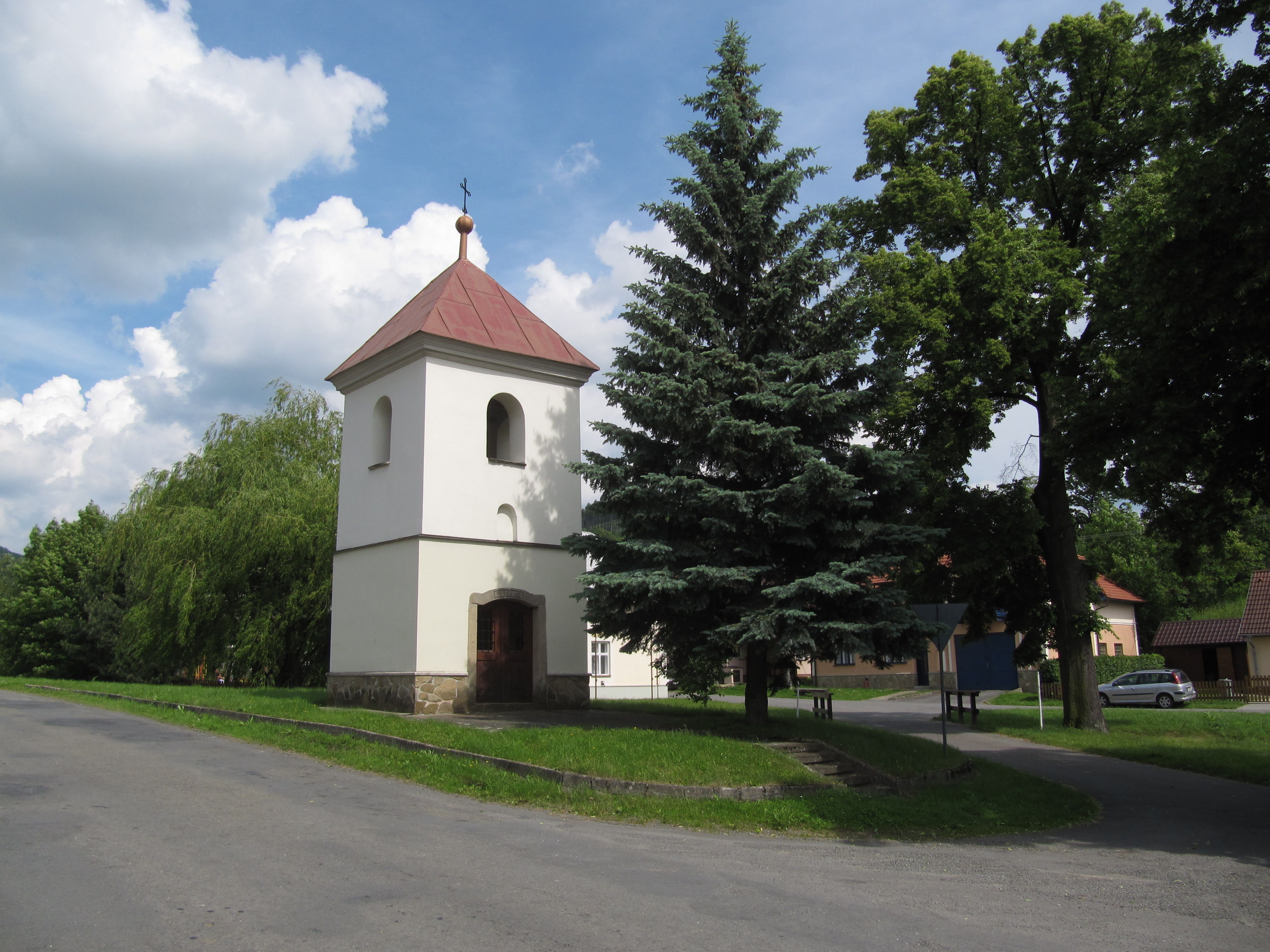
Zvonice na návsi
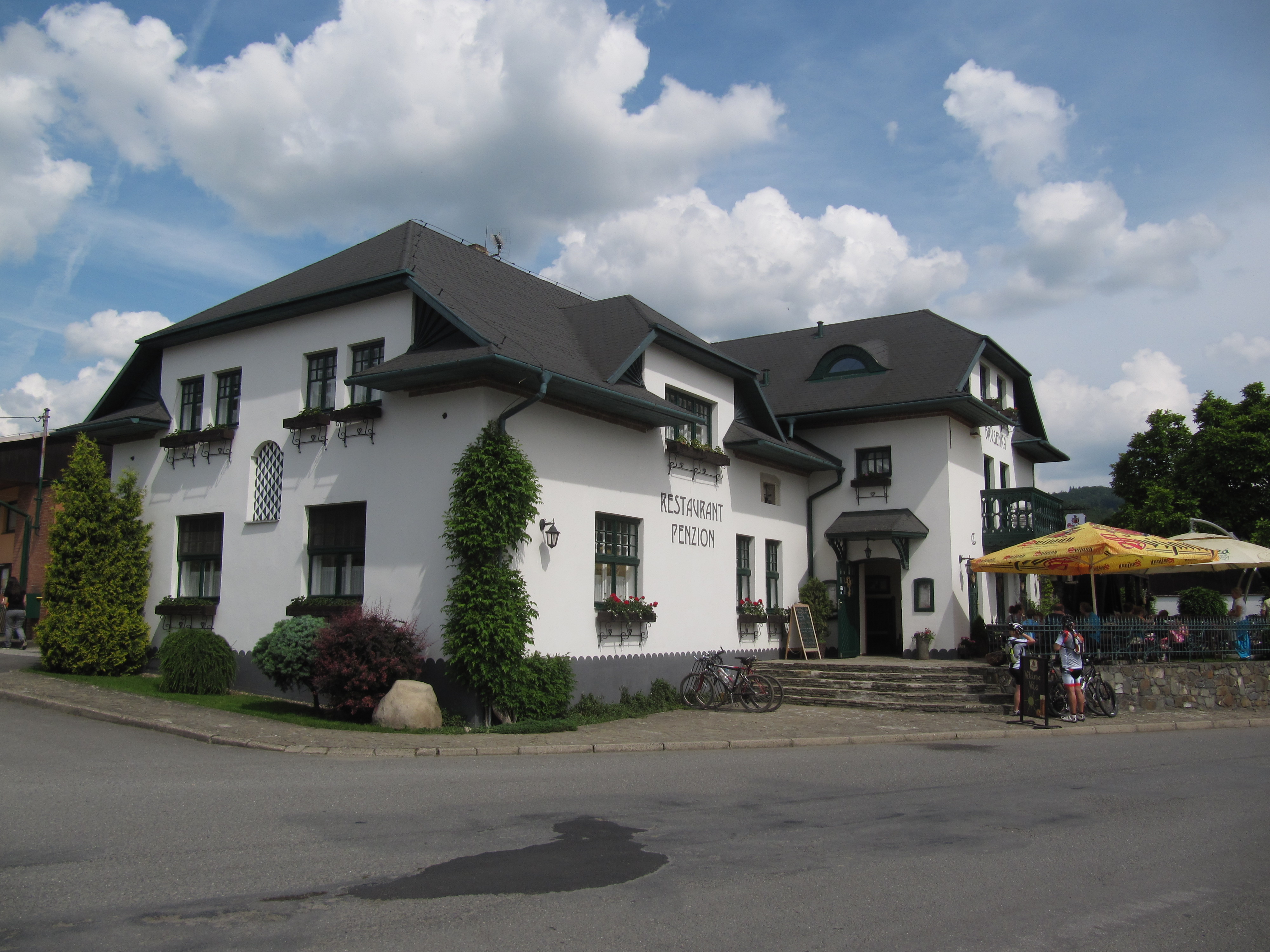
Restaurace a penzion Brusenka
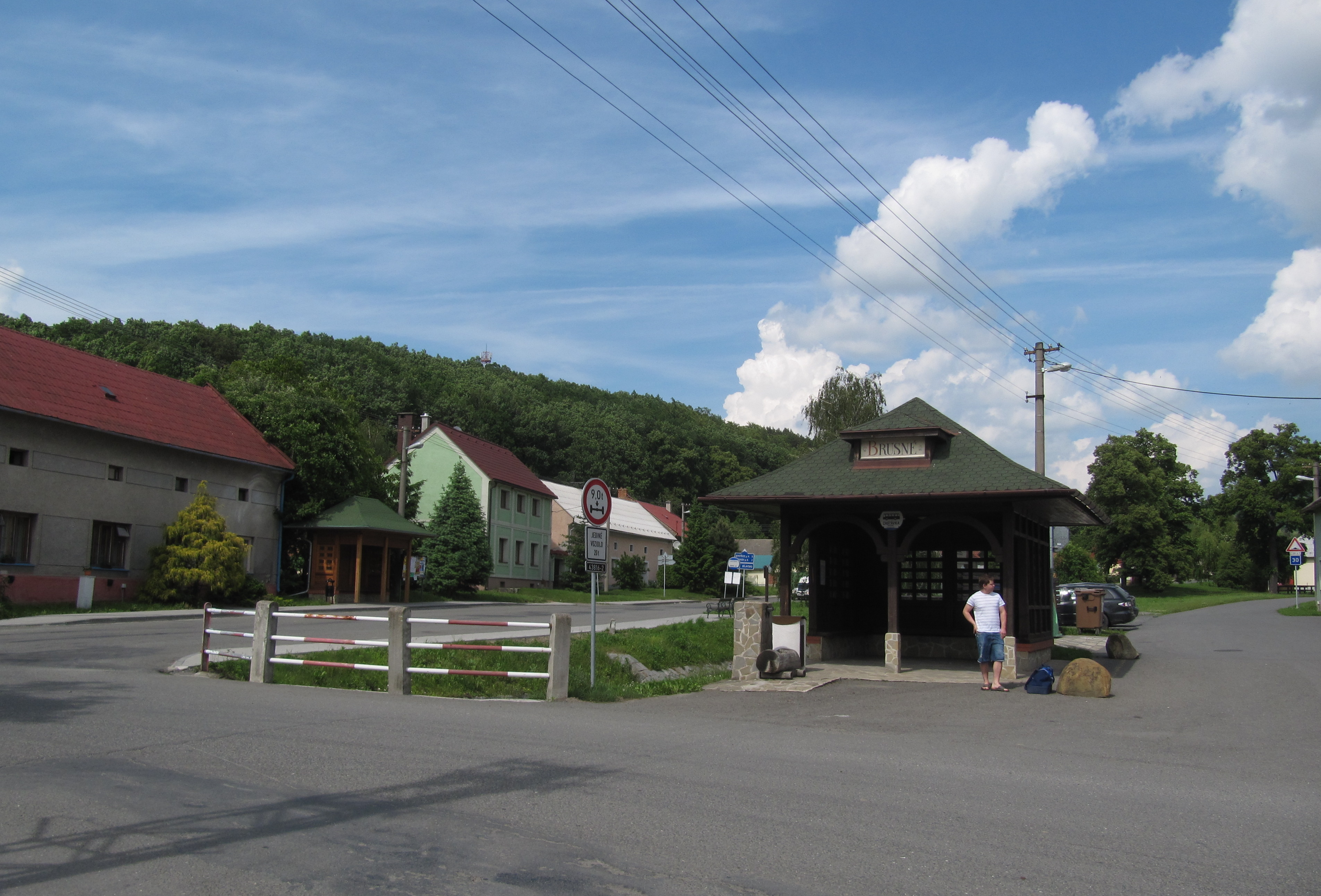
Autobusová zastávka na návsi
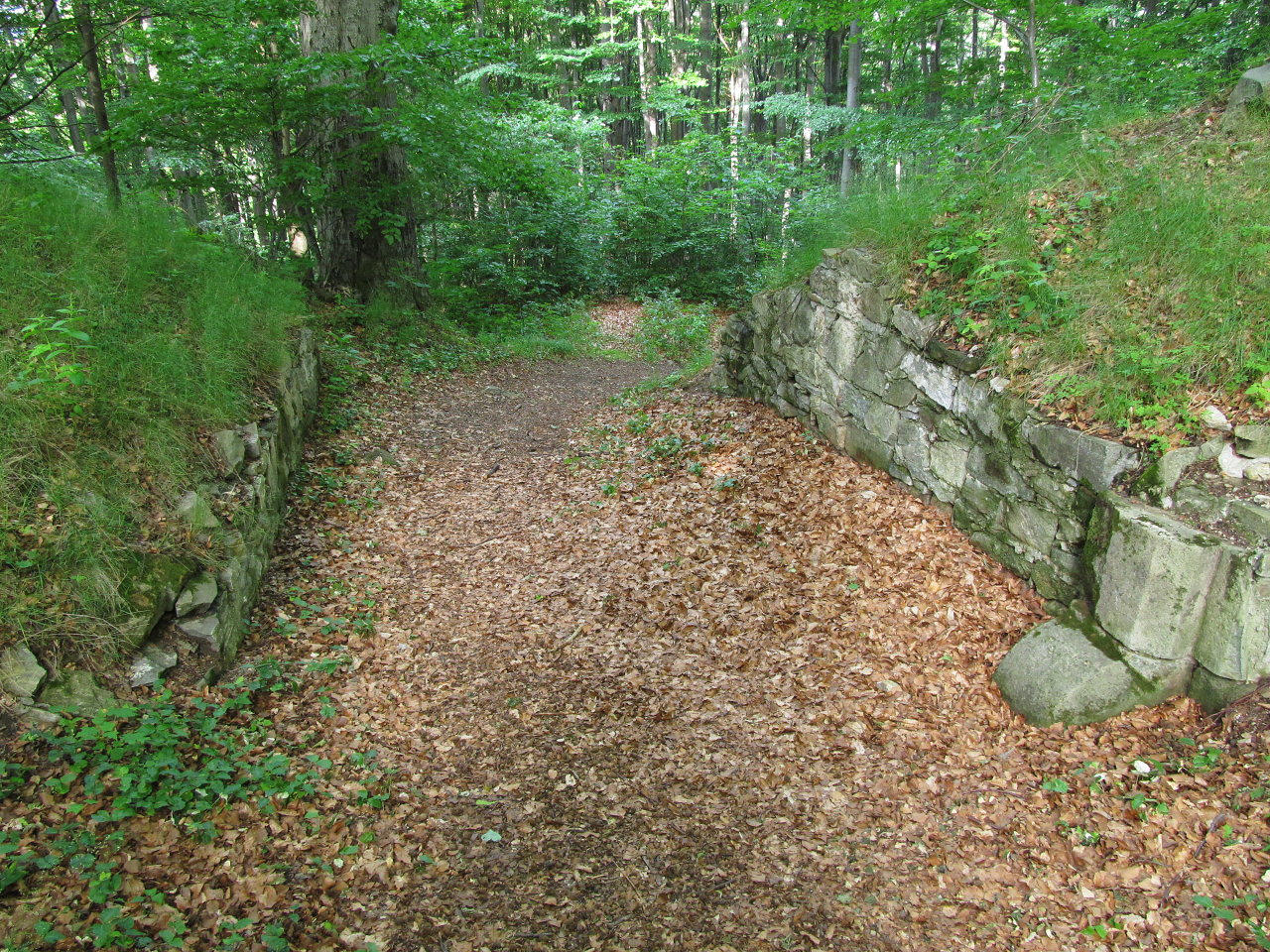
Zřícenina hradu Křídlo